# Åsele

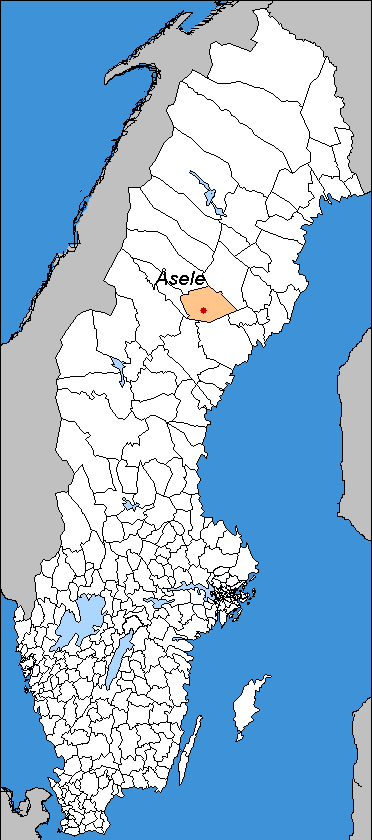
Mapa de ubicación del municipio Åsele.

Åsele es un municipio de la provincia de Västerbotten, al norte de Suecia. La población asciende a 3375 habitantes aunque la tendencia anual es decreciente. La densidad de población asciende a un habitante por kilómetro cuadrado. La sede del gobierno local, con nombre homónimo tiene 1800 habitantes y está a 313 metros de altitud sobre el nivel del mar. 
El municipio destaca por ser la sede del futuro templo budista más grande de toda Europa. 

## Geografía
El río Ångerman discurre desde Vilhelmina a través de Åsele, trayecto durante el cual se han instalado varias estaciones de energía eléctrica. 